# 山本良盛
山本 良盛（やまもと よしもり、安政元年2月2日〈1854年2月28日〉- 没年不詳）は、明治時代の日本の政治家。宮城県黒川郡富谷村初代村長。

## 来歴
安政元年2月2日（1854年2月28日）、陸奥国黒川郡今泉村（現在の富谷市今泉）に生まれた。生家は旧仙台藩の士族であるが、学歴等は判明していない。
1889年（明治22年）4月1日に宮城県で町村制が施行された際には、公選によって富谷村の初代村長となり、同年の12月まで村長を務めた。助役には西成田村出身の佐々木久四郎（二代村長）、収入役には富谷村出身の内ヶ崎良作が推挙された。
「富谷村誌」によると、村長を退任後の1891年（明治24年）に仙台市柳町（現在の仙台市青葉区）に転籍したものの、その後の消息や没年等は明らかになっていないとされている。

### 年譜
- 安政元年2月2日（1854年2月28日） - 陸奥国黒川郡今泉村（現在の富谷市今泉）に生まれる。
- 1889年（明治22年）
  - 4月 - 富谷村初代村長に就任する。
  - 12月 - 富谷村長を退任する。
- 1891年（明治24年）9月 - 仙台市柳町（現在の仙台市青葉区）に転籍する。